# 威利·霍頓
威廉·華提森·霍頓（英語：William Wattison Horton，1941年10月22日—），綽號「驚奇威利」，為前美國職棒大聯盟的左外野手，他生涯曾效力於老虎、遊騎兵、印地安人、運動家、藍鳥與水手等隊。

## 職業生涯

### 底特律老虎
霍頓於1963年登上大聯盟，從1965年開始，他連續12個賽季都能至少敲出單季10轟。1968年，他在投手大年敲出生涯新高的36轟。該年他繳出2成85的打擊率，在聯盟名列第四。最後他在MVP票選上拿下第四名。
1968年世界大賽，霍頓繳出3成04的打擊率。他在第二場敲出1轟，第五場上演雷射肩阻殺盧·布羅克，第七場更是敲出2支安打幫助球隊拿下世界大賽冠軍。
1969年7月18日，霍頓在比賽中完成9次刺殺，追平大聯盟紀錄。1974年4月14日，他在比賽中敲出內野高飛球，卻意外打死一隻鴿子。1975年，他敲出25轟與92分打點，獲選為年度最佳指定打擊。
1970年，艾爾·卡萊恩與Jim Northrup為了接球在警戒區相撞，卡萊恩當時呼吸困難，所幸霍頓反應迅速，趕緊打開卡萊恩的嘴巴讓他吸氣，避免他缺氧昏迷。

### 德州遊騎兵
1977年4月12日，老虎將霍頓交易到遊騎兵，換來Steve Foucault。5月15日，他達成單場三響砲。1978年，他先後效力印地安人、運動家及藍鳥等隊。

### 西雅圖水手
1979年，霍頓加盟水手。該年他繳出2成76的打擊率，並敲出29轟與生涯新高的106分打點，成功獲選東山再起獎。6月5日，他面對前東家老虎差點敲出生涯300轟，最後球打中屋頂反彈回場內，形成一壘安打。不過他依舊在隔日達成此里程碑，1980年球季結束後，水手發動一起11人交易案，將霍頓交易回遊騎兵。不過他並未回到大聯盟，而是在小聯盟打了兩年，並在墨西哥聯盟打了一年。

## 生涯打擊成績
| 出賽次數 | 打席 | 打數 | 得分 | 安打 | 二安 | 三安 | 全壘打 | 打點 | 盜壘 | 保送 | 三振 | 打擊率 | 上壘率 | 長打率 | OPS  |
| -------- | ---- | ---- | ---- | ---- | ---- | ---- | ------ | ---- | ---- | ---- | ---- | ------ | ------ | ------ | ---- |
| 2028     | 8052 | 7298 | 873  | 1993 | 284  | 40   | 325    | 1163 | 20   | 620  | 1313 | .273   | .332   | .457   | .789 |

## 個人生活

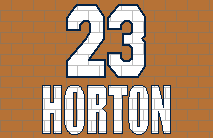
2000年，老虎隊將霍頓的23號球衣退休。

2000年7月15日，霍頓的23號球衣被老虎退休，成為隊史第六個退休號碼。2004年，密西根州宣布10月18日為該州的威利·霍頓日，以感謝霍頓的慈善事業。
2019年8月17日，霍頓入選密西根棒球名人堂。

## 外部連結
- 球員資訊和成績在MLB ，ESPN ，Retrosheet ，Baseball Reference ，Baseball Reference (Minors) ，Fangraphs ，The Baseball Cube ，Baseball Almanac （英文）
- 威利·霍頓在台灣棒球維基館上的頁面（繁體中文）